# Úsobrno
Úsobrno település Csehországban, a Blanskói járásban. Úsobrno Uhřice, Skřípov, Horní Štěpánov és Jaroměřice településekkel határos. Lakosainak száma 430 fő (2024. január 1.).

## Népesség
A település lakosságának változását az alábbi diagram mutatja:
| Lakosok száma | 653  | 615  | 825  | 652  | 586  | 424  | 430  | 409  | 432  | 430  |
|               | 1869 | 1900 | 1921 | 1961 | 1980 | 2011 | 2016 | 2019 | 2021 | 2024 |